# Основы социально-психологической теории
«Основы социально-психологической теории» — главный и наиболее известный труд Б. Д. Парыгина, монография, изданная в 1971 году московским издательством Мысль тиражом 20000 экземпляров.

## Основные идеи
В данной работе была сформулирована и представлена концепция узловых проблем социальной психологии, прежде всего личности и человеческого общения. В книге рассматриваются методологические основы социально-психологической теории, её истоки, структура, функции, философские аспекты. В частности, место психологического фактора в структуре социальных отношений и общественного сознания. Разработана оригинальная концепция личности. Большое внимание уделено проблемам социально-психологического общения, в связи с чем анализируется: структура общения, соотношение понятий «общение и общность», «общение и социальные отношения», важнейшие механизмы общения (заражение, убеждение, подражание, мода и т. д.).

## Значение

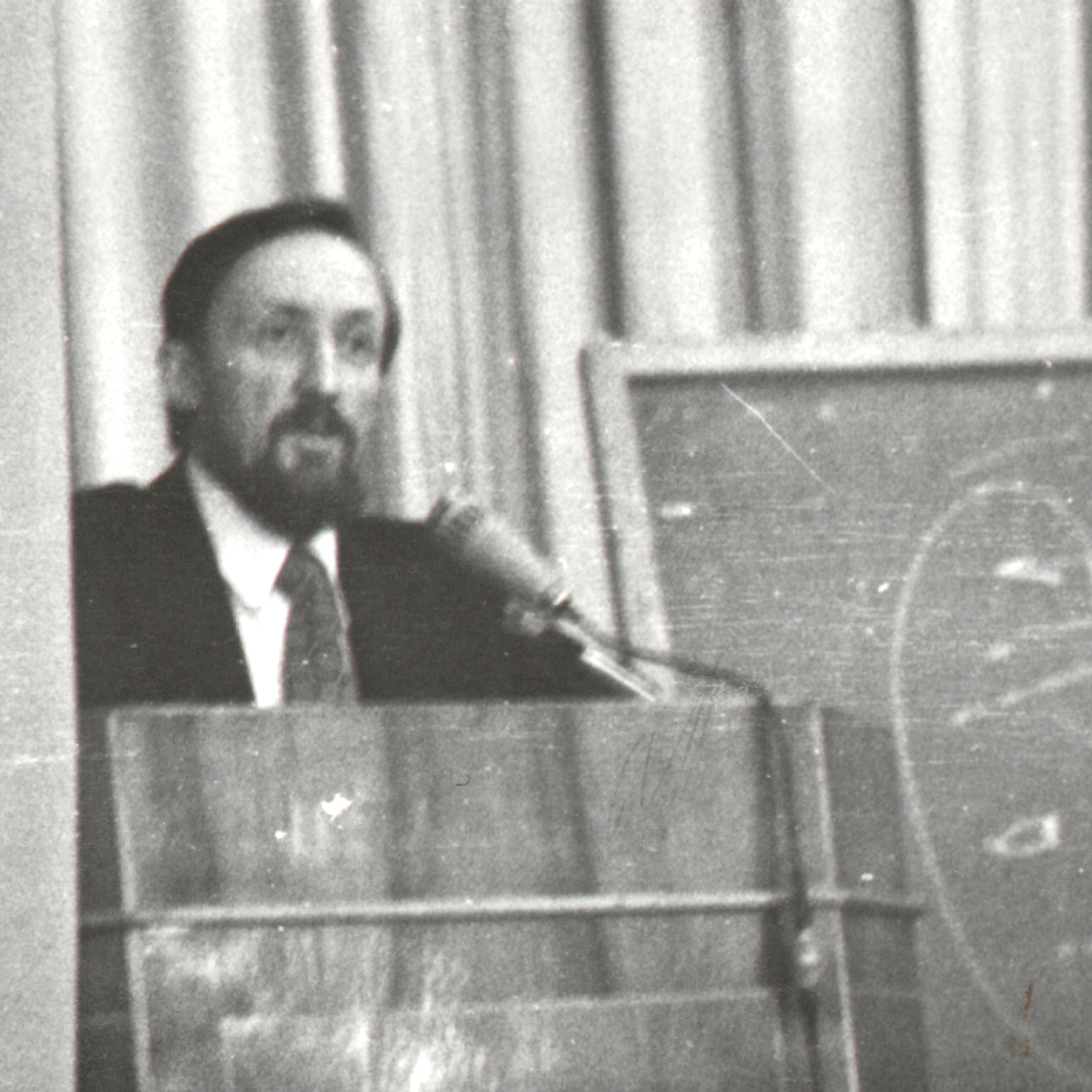
Б. Д. Парыгин, выступление в Доме ученых. Ленинград. 1977

Книга, базировавшаяся на более ранней опубликованной работе Б. Д. Парыгина — Социальная психология как наука (1965), и отчасти — исследовании Общественное настроение (1966) имела большой резонанс в научной среде СССР и за рубежом, что нашло отражение в опубликованных рецензиях, статьях и интервью.
Монография неоднократно переиздавалась. Наиболее известные переиздания вышли: Германия (Кёльн, 1975, 1982; Берлин, 1975, 1976); Япония (Токио, 1977).
Я думаю, что мои публикации и прежде всего мой главный труд «Основы социально-психологической теории» в какой-то мере повлияли на тенденции развития этого направления, как в российской, так и в зарубежной социальной психологии. Монография «Основы социально-психологической теории», опубликованная в России в 1971 году, была вполне аргументированно названа крупнейшим экспертом в этой области психологом Алексеем Алексеевичем Леонтьевым первой серьёзной монографией по проблемам общения в психологической сфере. Также значительность её влияния на зарубежную социальную психологию подтверждает и тот факт, что эта монография стала бестселлером и на протяжении ряда лет (начиная с 1974 и вплоть до 1982 года), неоднократно переиздавалась в Германии и в Японии (в серии «Выдающиеся произведения зарубежной мировой литературы»).
Зарубежная социальная психология, пожалуй, в большей степени, чем российская, исследует взаимодействие интересов отдельного человека и интересов огромных корпораций, борющихся за рынки сбыта. Такая субдоминанта, которая воспринимается как стержень всего бытия, в масштабах социума, как мне кажется, является альтернативой микросреды. В этой ситуации СМИ выступают как манипулирующая сила. Эта проблема в последние годы также все больше привлекает мое внимание. Я солидарен в своем видении этих вопросов с подходом к ним выдающегося немецкого социолога и философа Юргена Хабермаса, автора широко известной теории коммуникативного действия, предложенной им в начале 80-х годов прошлого века. Он также увидел центр проблемы общения в социуме на стыке между макро и микросредой в той мере, в какой именно степенью технологической готовности к эффективному освоению природных ресурсов и на рынках сбыта решается судьба энергетического потенциала и перспектив развития любого социума.

## Структура книги

### Введение
Актуальность постановки и разработки вопросов социально-психологической теории и её концептуального аппарата помимо самого хода развития данной отрасли научного знания определяется также ещё рядом факторов.
Во-первых, расширением фронта эмпирических и экспериментальных исследований как в этой, так и в близлежащих отраслях научного знания. Постоянно накапливаемый фактический материал требует не только своего профессионального описания, но и строго научного объяснения.
Во-вторых, тем, что процесс дифференциации самих социально-психологических исследований, а вместе с тем и специализации исследователей на изучении все более локальных явлений делает актуальной проблему языка науки или, что по существу то же самое, проблему коммуникабельности, сообщаемости, связи и взаимопонимания между учеными.
Все возрастающая важность языковой коммуникации в социально-психологической науке объясняется ещё и тем обстоятельством, что в орбиту данной отрасли знания за последнее время все более интенсивно вовлекаются представители и других смежных наук (философии, социологии, психологии, истории, психиатрии, педагогики, криминалистики, лингвистики и многих других отраслей знания), которые рассматривают различные социально-психологические явления, пользуясь своей специфической терминологией.

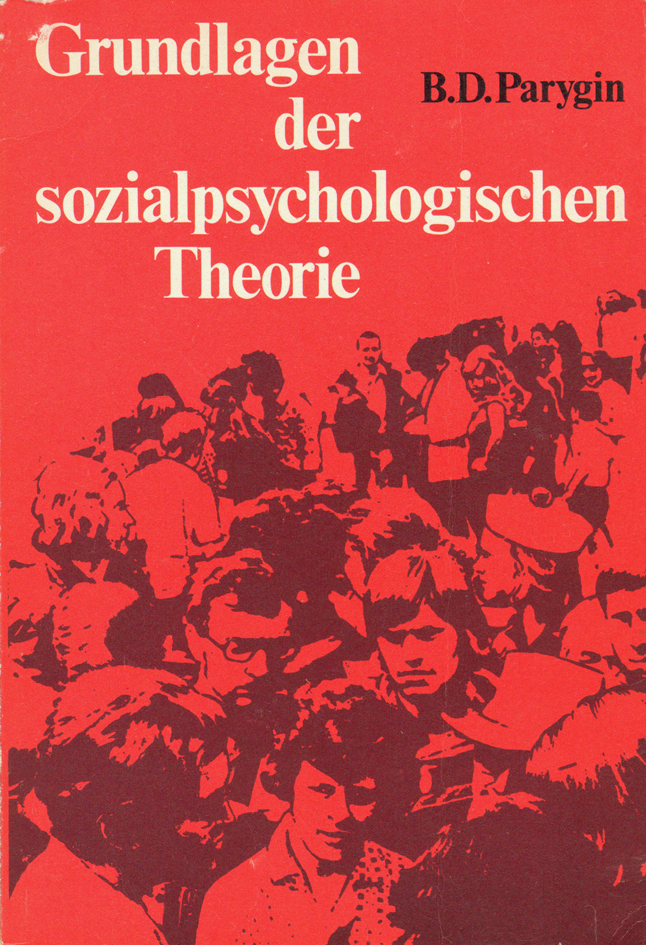
Grundlagen der sozialpsychologischen Theorie. Издание на немецком яз. Берлин. 1976

В-третьих, значимость разработки социально-психологической теории определяется важностью перспектив её дальнейшего практического применения в различных сферах социальных отношений, например в промышленности, в идеологической деятельности, в системе народного образования и других областях.
Однако возможности и масштабность, равно как и эффективность практического применения социальной психологии, определяются, прежде всего, профессиональным уровнем её концептуального и инструментального аппарата, степенью разработанности её важнейших теоретических проблем.
Ими является, прежде всего, проблема личности, включающая в себя весь комплекс вопросов, связанных с определением социально-психологической природы, структуры, функционирования и развития индивида в контексте социальной среды и особенно человеческих отношений. К числу таких проблем относится проблема социально-психологического общения, предполагающая определение места и роли данного фактора в социальной жизни, его структуры, механизмов функционирования и тенденций развития, как в современном обществе, так и в ближайшем будущем.
Необходимость сосредоточить усилия исследователей на разработке теоретических проблем социальной психологии диктуется, наконец, и все более очевидной тенденцией интеграции, то есть объединением усилий различных групп специалистов вокруг наиболее крупных проблем. Этому уже сейчас соответствует первый опыт специализированных симпозиумов, которые имели место за последнее время в ряде городов страны: по проблеме личности (Москва, 1969 г.), по проблемам общения (Ленинград, 1970 г., и Минск, 1970 г.). Состоявшийся летом 1970 г. в Тбилиси Международный коллоквиум по проблемам социальной психологии также убедительно продемонстрировал значение интегральных программ в перспективе дальнейшего развития социально-психологической теории.
Настоящая работа, разумеется, не претендует на исчерпывающее освещение теоретических проблем социальной психологии. Её задача состоит, прежде всего, в том, чтобы в порядке первого приближения наметить контуры возможных подходов к построению основ социально-психологической теории.
Разумеется, в данной работе реализуется лишь один из возможных подходов к построению социально-психологической концепции. В ней обобщен опыт и результаты работы проблемной лаборатории социально-психологических исследований, существующей при кафедре философии ЛГПИ им. Герцена с 1968 г.
Некоторые разделы данной книги нашли отражение в курсе лекций по основам социально-психологической теории, который читается слушателям факультета социальной психологии ЛГПИ им. Герцена с 1969 г.

### Оглавление
Раздел первый
Методические основы социально-психологической теории
Глава 1. Социально-психологическая теория и её место в системе науки
- 1.1. Истоки и предпосылки возникновения социально-психологической теории
- 1.2. Место социально-психологической теории в системе науки
- 1.3. Структура социально-психологической теории

Глава 2. Философский аспект социально-психологической теории
- 2.1. Понятие и структура общественной психологии
- 2.2. Место психологического фактора в структуре социально-психологических отношений
- 2.3. Место психологического фактора в структуре общественного сознания

Раздел второй
Феноменологические основы социально-психологической теории. Проблема личности
Глава 3. Логический аспект проблемы личности
- 3.1. Понятие личности
- 3.2. Специфика профессионального подхода к проблеме личности
- 3.3. Особенности инструментального подхода к структуре личности

Глава 4. Социально-психологическая структура личности
- 4.1. Основные параметры социально-психологической модели личности
- 4.2. Статистическая структура личности
- 4.3. Аналитический подход к динамической структуре личности
- 4.4. Эмоции их природа и место в психическом настрое личности
- 4.5. Структура психического настроя личности
- 4.6. Психический настрой и установка

Глава 5. Социализация человека
- 5.1. Понятие и значение социализации
- 5.2. Процесс социализации и его структура

Раздел третий
Феноменологические основы социально-психологической теории. Проблема общения
Глава 6. Логико-функциональный аспект проблемы общения
- 6.1. Понятие социально-психологического общения
- 6.2. Общение и личность
- 6.3. Общение и социальные отношения
- 6.4. Общение и взаимопонимание людьми друг друга
- 6.5. Значение и функции общения

Глава 7. Структура общения
- 7.1. Понятие социально-психологического общения
- 7.2. Общение как информационный процесс
- 7.3. Средства массовых коммуникаций и их роль в структуре общения
- 7.4. Общение как взаимодействие
- 7.5. Способы взаимодействия людей в процессе общения
- 7.6. Заражение
- 7.7. Внушение
- 7.8. Убеждение
- 7.9. Подражание
- 7.10.Мода как самый динамичный феномен социально-психологического общения

Глава 8. Способы организации групповой деятельности и общения
- 8.1. Лидерство и его место в структуре общения
- 8.2. Руководство как фактор социально-психологического общения
- 8.3. Общение как информационный процесс в системе руководства и подчинения

Глава 9. Динамика общения
- 9.1. Исторические тенденции общения
- 9.2. Тенденции и перспективы общения в современном и будущем обществе

Заключение.

## Переиздания на иностранных языках
- 1982. Grundlagen der sozialpsychologischen Theorie (на немецком яз.). — Köln: Pahl-Rugenstein Verlag., 264 S. [Тираж не указан]. ISBN 3-7609-0186-7, ISBN 978-3-7609-0186-2
- 1977. 社会心理学原論, 海外名著選〈76〉(т. 76 серии «Избранные шедевры иностранной литературы»), (на японском яз.). — 明治図書出版 (Токио: изд. Мэйдзи Тосё), 281 стр. [Тираж не указан].
- 1976. Grundlagen der sozialpsychologischen Theorie (на немецком яз.). — Berlin: VEB, 266 S., [Тираж не указан].
- 1975. Grundlagen der sozialpsychologischen Theorie (на немецком яз.). — Köln: Pahl-Rugenstein, 265 S., OBr. [Тираж не указан]. ISBN 3-7609-0186-7
- 1975. Grundlagen der sozialpsychologischen Theorie (на немецком яз.). — (1. Aufl.) Berlin: Deutscher Verlag der Wissenschaften, 264 S., brosch. [Тираж не указан].